# Marika Geldmacher-von Mallinckrodt
Marika Geldmacher-von Mallinckrodt, geborene von Mallinckrodt-Haupt (* 28. April 1923 in Potsdam; † 23. Dezember  2016 in Erlangen) war eine deutsche Chemikerin, Medizinerin und Professorin für Gerichtsmedizin und Toxikologie an der Universität Erlangen.

## Leben

### Kindheit, Schulzeit und Studium
Marika (eigentlich: Maria Katharina Stephanie Auguste Theodora Meinolfa) war die Tochter von Dietrich von Mallinckrodt (1895–1982) und dessen erster Ehefrau, der Dermatologin Asta von Haupt (1896–1960). Sie ging zunächst in Köln zur Schule, blieb nach Kriegsbeginn 1939 jedoch mit einem Bruder bei ihrer Großmutter in Bamberg und machte 1940 am Neuen Gymnasium Bamberg ihr Abitur. Anschließend musste sie ein halbes Jahr lang Reichsarbeitsdienst leisten. Von 1940 bis 1948 studierte sie Chemie an den Universitäten Köln, München – wo sie 1944 ihr Diplom ablegte und eine Promotion bei Heinrich Wieland begann, nach der Zerstörung des chemischen Instituts und ihrer Wohnung jedoch nach Bamberg floh – und schließlich in Erlangen. Am 1. Juli 1948 wurde sie in Erlangen bei Alwin Meuwsen zum Doktor der Naturwissenschaften promoviert. Von 1949 bis 1954 studierte sie an der Universität Erlangen Medizin, wobei sie sich besonders für Biochemie interessierte, und erlangte im Juli 1954 ihre Promotion zum Doktor der Medizin.

### Berufsweg
Von 1954 bis 1963 war sie Wissenschaftliche Assistentin an der Universität Erlangen-Nürnberg, zum Schluss arbeitete sie dort am Institut für Gerichtliche Medizin und Kriminalistik. 1960 wurde sie von der Gesellschaft für Klinische Chemie als „Klinischer Chemiker“ anerkannt, 1963 wurde sie am Institut für Gerichtliche Medizin habilitiert und begann ihre Mitgliedschaft in der Gesellschaft Deutscher Chemiker; 1964 wurde ihr die venia legendi für das Fach Gerichtsmedizinische Chemie erteilt. Damit war sie nach Elisabeth Nau und Elisabeth Trube-Becker die dritte Frau im deutschsprachigen Raum, die eine Habilitation im Fach Gerichtliche Medizin oder Rechtsmedizin vorweisen konnte. 1966 wurde sie Wissenschaftliche Rätin. 1970 wurde ihr eine außerplanmäßige Professur verliehen und 1978 erhielt sie eine außerordentliche C3-Professur. Von 1978 bis 1990 war sie Vorsitzende der Senatskommission für klinisch-toxikologische Analytik der Deutschen Forschungsgemeinschaft. Am 1. Oktober 1985 trat Geldmacher-von Mallinckrodt in den Ruhestand. Von 1988 bis 1995 leitete sie die Arbeitsgruppe Analytik für das INTOX-Projekt des International Programme on Chemical Safety (IPCS).

### Privatleben
Am 6. Dezember 1943 heiratete sie den Regierungsbaumeister Dr. Ing. Herbert Geldmacher (* 15. Oktober 1916 in Langenfeld bei Schwelm). Aus dieser Ehe gingen fünf Kinder hervor, die in den Jahren 1944, 1945, 1954, 1957 und 1966 geboren wurden. Marika Geldmacher-von Mallinckrodt hatte neun Enkel. Sie starb am 23. Dezember 2016 im Alter von 93 Jahren in Erlangen, etwa zwei Wochen nach ihrer langjährigen Freundin Hildegard Hamm-Brücher.

## Forschung
Schwerpunkte ihrer Forschung waren forensische Toxikologie, forensische und klinisch-toxikologische Analytik und Ökogenetik. Unter anderem gelang ihr der Nachweis von Parathion-Spuren in Form von Paraoxon im Blut, wobei sie entdeckte, dass Unterschiede im Paraoxon-Abbau genetischen Einflüssen unterliegen.

## Ehrungen
1980 verlieh die Stadt Erlangen Geldmacher-von Mallinckrodt den Ehrenbrief. 1986 erhielt sie die Jean-Servais-Stas-Medaille der Gesellschaft für Toxikologische und Forensische Chemie, deren Ehrenmitglied sie war. 1987 wurde ihr für ihre Forschungen in der Analytik und Toxikologie das Verdienstkreuz am Bande des Verdienstordens der Bundesrepublik Deutschland verliehen.

## Veröffentlichungen (Auswahl)
Marika Geldmacher-von Mallinckrodt verfasste mehr als 130 wissenschaftliche Beiträge in Büchern und Zeitschriften und arbeitete an sechs Lehrbüchern mit, darunter das Lehrbuch der Klinischen Chemie und Pathobiochemie (1987, 1989, 1995). Außerdem war sie von 1982 bis 1995 Herausgeberin der Mitteilungen der Kommission für klinisch-toxikologische Analytik der Deutschen Forschungsgemeinschaft. Zu ihren Veröffentlichungen gehören:
- 1. Ueber den Umsatz zwischen Schwefelstickstoff und Zinnchlorür. 2. Zur Kenntnis des Tetraschwefeldinitrids S4N2. Erlangen 1948 (34 S., Dissertation an der Naturwissenschaftlichen Fakultät).
- Die Elektrophorese der Kohlenhydrate. Erlangen 1954 (35 S., Dissertation an der Medizinischen Fakultät).
- Über den Nachweis insektizider Ester der Dialkylthio- und Dithiophosphorsäuren mit β-Oxyläthylthioäthyläther für forensische Zwecke. Erlangen 1964 (177 S., Habilitationsschrift).
- Der forensische Nachweis von Insektiziden der Systoxgruppe (= Arbeitsmethoden der medizinischen und naturwissenschaftlichen Kriminalistik. Band 6). Lübeck 1967 (166 S.).
- mit H. J. Urbach, H. Kittel und H. H. Lindorf: Zur Messung der in vivo- und in vitro-Reaktivierbarkeit alkylphosphatvergifteter Serumcholinesterase durch 2-PAM und Toxogonin mit verschiedenen Substraten. In: Zeitschrift für klinische Chemie und klinische Biochemie. Band 7, Nr. 5, 1969, S. 480–485, doi:10.1515/cclm.1969.7.5.480.
- Einfache Untersuchungen auf Gifte im klinisch-chemischen Laboratorium. Stuttgart 1976, ISBN 978-3-13-488401-2 (220 S.).
- Klinisch-toxikologische Analytik: Lage und Ausbaunotwendigkeit. Weinheim 1983, ISBN 978-3-527-27203-7 (95 S.).
- mit Thomas L. Diepgen: The human serum paraoxonase — Polymorphism and specificity. In: Toxicological & Environmental Chemistry. Band 18, 1988, S. 79–196, doi:10.1080/02772248809357310 (englisch).
- mit Dieter Meissner: General Aspects of the Role of Metals in Clinical Chemistry. In: Hans Seiler, Astrid Sigel und Helmut Sigel (Hrsg.): Handbook on Metals in Clinical and Analytical Chemistry. New York / Basel / Hong Kong 1994, S. 13–30 (englisch, eingeschränkte Vorschau in der Google-Buchsuche).
- mit W. Meinhof: Asta von Mallinckrodt-Haupt, 1896–1960. Zum Gedenken anlässlich ihres 50. Todestages. In: Der Hautarzt. Band 61, 2010, S. 534–537, doi:10.1007/s00105-010-1946-3.